# 相鉄2000系電車
相鉄2000系電車（そうてつ2000けいでんしゃ）は、かつて相模鉄道に在籍していた通勤形電車。本項では、同系の改造車である相鉄2100系電車についても記述する。

## 2000系

### 概要
太平洋戦争末期から戦後の一時期にかけて、経営基盤の脆弱な相模鉄道（相鉄）はその混乱期を切り抜けるために、一時的に同業他社の東京急行電鉄の傘下に入った（いわゆる大東急の結成である）。1947年に東急から独立したものの、復員した乗客数の多さの割に車両が貧弱であったために各地から様々な車両をかき集めていた。この一部が1951年に車両番号を付けた際に2000系とされた。この際譲り受けた車両は車体の大きさで分類され、元小田急モハ1形が1000系電車、20m級の元国電が3000系電車とされ、それぞれ戦災復興の第一線で活躍した。

### 登場時
1951年（昭和26年）11月の一斉改番実施の際に、中型（車体長17m前後）のものをまとめて電動車モハ2000形と制御車クハ2500形からなる2000系としたもので、そのため実にさまざまな経歴の車両が存在した。以下に各車両の経歴を記述する。
モハ2001 - 2003
元は鉄道省の木造電車モハ1形である小田急電鉄モハ51形で、東京急行電鉄（大東急）発足時にデハ1100形1101 - 1103に改番された。神中線（厚木線）の東急経営委託の際に厚木線に転属し、1947年の委託解除時に相鉄へ譲渡された。1103は戦災で焼損していたが、1949年（昭和24年）に半鋼製車体を新造して復旧された。改番で2001 - 2003となり、1954年（昭和29年）には2001も鋼体化されたが、2002は台枠の劣化で長期使用に耐えないと判断されたため、木造のまま同年に廃車された。
モハ2004 - 2010
2004・2005は1949年に東急が横浜製作所で戦災焼失国電払い下げ車の復旧を進めていたもの（東急3600系にあたる）のうち2両を譲受したモハ1301, 1302で、種車は元モハ30形30093 ・30094。2006 - 2010は同年に戦災焼失国電5両分の払い下げを受け、本田工業所・大和工業・浦田車両の3社で車体を新製して復旧させたモハ1300, 1303 - 1306で、種車は1303がモハ30形、1304, 1305がモハ31形、1300, 1306がモハ50形50013 ・50031。改番で1300が2010となり、他は1301 - 1306の順に2004 - 2009となった。1959年（昭和34年）以降7両とも形態統一工事（下述）により車体を交換され、この時2006, 2007, 2009・2010は中間車化された。
クハ2501 - 2505
元は流線形ガソリンカーキハ1形（2代）を制御車化したクハ1110形1111 - 1115で、改番により2501 - 2505となった。改番を前に1951年10月に流線形の前面は半流線形に改造された。1959年 - 1962年（昭和37年）の間に日立製作所水戸工場（専用線）・日立電鉄・上田丸子電鉄（現・上田電鉄）に譲渡されている。詳しくは東京横浜電鉄キハ1形気動車を参照。
モハ2011 - 2014、クハ2506, 2507
この6両は青梅電気鉄道の買収国電である。
2011 - 2014は元モハ500形501, 502, 506およびモハ100形106を1949年に払い下げを受けたもので、当初は電気機関車代用の電動貨車モワ1形1・2・4・3である。1952年（昭和27年）にED10形が登場したことにより2000系に編入され2011 - 2014となった。
2506は元モハ500形504で、モワ1形と同時に払い下げを受けたがクハとして整備されたのは2011 - 2014の2000系編入時である。1966年（昭和41年）に形態統一工事により車体を交換された。
2507は元クハ700形で、身延線で火災事故を起こして廃車された701を1953年（昭和28年）に日本鉄道自動車で復旧したもので、新造名目である。
モハ2015, 2016、クハ2508
2015, 2016は1955年、2508は1954年に京王帝都電鉄（現・京王電鉄）デハ1400形戦災車の台枠を利用して、東急車輛製造で手持ち機器を組み合わせて新造したもの。
クハ2508については1959年にKH-15台車を使用した1自由度系空気バネ台車性能試験が行われた。
モハ2017 - 2026、クハ2509 - 2515
1959年 - 1961年（昭和36年）に日本国有鉄道からクモハ11形・クハ16形の払い下げを受けた車両に形態統一工事を加えたもの。種車は2017 - 2024と2509 - 2513が順にクモハ11形11002 ・11014 ・11008 ・11052 ・11084 ・11054 ・11103 ・11109およびクハ16形16106 ・16156 ・16121 ・16160 ・16161であり、旧30系30010 ・30032 ・30018 ・30134 ・30202 ・30144 ・30049 ・30145および電装解除された30016 ・30166 ・30129 ・30172 ・30193で、2025, 2026と2514, 2515がクモハ11形11471 ・11467およびクハ16形16431 ・16535であり、旧50系50089 ・50081および65041 ・65185であるが、形態統一工事の関係で種車の痕跡はない。

### 形態統一工事
1959年 - 1967年（昭和42年）にかけて、東急車輛と東横車輛工業で2004 - 2010と2506に「形態統一工事」（新製の全金属製車体に乗せ換え、必要に応じて車体台枠も延長）が施工されており、また日本国有鉄道から払い下げられた2017 - 2026・2509 - 2515は、入線時から形態統一工事が施工されていた。

### 車体
鋼製の片側3ドアの車両である。

### 走行設備
動力の伝達機構は、全ての車両が吊り掛け駆動方式を採用した。台車は大正時代に設計されたDT10形を採用。

### その後
6000系電車が登場し大量に導入されると、本系列にも余剰な車両が目立つようになった。本系列は出自が様々であったように、その後の経歴も様々であった。

#### 2100系への改造
1960年代後半に6000系で軽量のアルミニウム製と鋼製の車体の比較実験を行い、塗装の簡略化や、軽量化による省エネルギーの点でこれが好成績であったことから、1970年代前半に本系列の一部の車両がモーターなどの主要部品を流用の上、車体をアルミニウム製の車体に載せ替える改造を相鉄と同じ横浜市にある東急車輛製造で実施した。詳しくは後述の2100系電車を参照のこと。

#### 地方私鉄へ
一部の車両・もしくは車体は三岐鉄道（クハ2512・2513 → モハ150形155・156、西武所沢工場経由）、伊予鉄道（西武所沢工場経由＝形態統一工事未施工車）、伊豆箱根鉄道へ転出、および譲渡された。このうち伊豆箱根鉄道大雄山線で使用されていたモハ151形・クハ181形は、1996年（平成8年）に営業運転を終了したが、その後も1両が事業用車コデ165として残存している。この車両は形態統一工事施工車（非公式番号ではあるが、元モハ2024→伊豆箱根鉄道モハ165）である。
1955年(昭和30年)から導入した5000系電車以降、相鉄の車両は20世紀中までは、ブレーキシステムや駆動方式といった走行設備が特殊なものを採用し続けたために、本系列以後の譲渡車は出ていない。

#### 荷物電車へ
2000系の旅客営業は、2100系への機器流用の進捗により1973年（昭和48年）頃に終了し、残ったモハ2005, 2008, 2019, 2022, 2023、クハ2506, 2511の7両は2008を除いて1975年（昭和50年）から番号はそのままで荷物電車モニ2000形・クニ2500形となったが、1977年（昭和52年）の荷物扱い廃止により、クニ2両は再旅客車化の上で日立電鉄へ譲渡されている。

#### 事業用車両へ
荷物電車の廃車により、余った車両の2022を除く4両は事業用車となった。この時に2019, 2023が両運転台化された。また2023の屋根中央には架線検測用ドームが設置されている。2022はこの時に休車となり、1992年（平成4年）の廃車後は銚子電気鉄道に譲渡され、犬吠駅前で保存された。当初は台車も付いた形で設置されていたが、車体のみの姿となってレストランとして利用された後に、2012年（平成24年）7月をもって解体となった。。なお、モハ2008は未改造のまま職員研修用の扱いで休車となった後、1998年（平成10年）に廃車解体されている。
"モニ"の"ニ"は荷物電車を表す頭文字だが、荷物電車廃止後も一般にモニ2000形と呼ばれていた。

### 晩年
月に一回架線の検測で相鉄の全線を走り、かしわ台の構内入換機として使用されていた。2023には前述のように検測ドームが設けられ、ライトで照らしながら職員が目視で架線を観測した。検測ドームにはワイパーに相当するものがなかったために、雨天の日は検測を見合わせることもあった。後継車両のモヤ700形では検測ドームがビデオカメラに代わり、ワイパーが装備されているため雨天でも検測可能である。
2100系へ改造された車両が2004年春に運用を終了した後も、モニ2000形の2005・2019・2023の3両は在籍していたが、経年劣化が進行したため、2005年（平成17年）に余剰となった7000系の2両がモヤ700形用として架線検査用に改造された。その後、ED10形電気機関車置き換え用の2両が改造される1年半ほど運用を続けたのち、2006年7月分の架線検査をもって運用を離脱した。翌2007年2月に3両全車が廃車・除籍し、うち2019, 2023の2両はまもなく解体されている。それまでの厚木での重機による解体ではなく、7000系の解体時と同様に主要部品撤去後、トレーラーで解体業者へ陸送された。

### さよなら運転・イベント
引退記念のさよならイベントとして、2006年3月に相模大塚駅構内でED10形電気機関車とともに展示された。

### 保存
最後まで残った3両のうち、2005はかしわ台車両センターで静態保存されている。2008年（平成20年）2月から3月にかけて車体・機器等の補修と再塗装が行われた。

## 2100系

### 概要
2100系は1970年（昭和45年）から1974年（昭和49年）まで17m車体だった2000系の主要機器を20mの車体に載せ替えて、東急車輌製造より全30両（うちクハ2609 ・2610は完全新造車）が登場する。単純に車体を替えると重量が増加して走行性能が低下するために、旧6000系電車のモハ6021（1967年7月に登場）で試作されたアルミニウム製の車体を元に軽量化し、性能を落とさずに車体の大型化に成功した車両である。本系列は編成単位でアルミ製の車体を導入し、その成功は後に登場した5100系電車での改造や、7000系電車の大量導入へと繋がって行く。ただし、登場時は2000系の旧性能車の吊り掛け式駆動車であることに変わりはなく、足回りの老朽化は避けられなかった。

### 車体
アルミ車体はやや特殊なもので、側面の骨格がむき出しになっていて、その部分は外板を張らない構造となっている。また、アルミ鋳物の特質を生かし、各部を一体構造化するなどした結果、構体重量を4.1トンに抑えることに成功した。その後登場した5100系（後の5000系（2代））、7000系にもこのコンセプトは受け継がれた。後期車は5100系と同じく東急車輌製造で、登場した時期も変わらず車体設計も共通のため、外観はほとんど変わらなかった。
車体断面は前期と後期で異なっており、併結時にはその差が明らかであった。また初期の6両（モハ2101 - 2104、クハ2601, 2602）は、ステンレス製のドアの吹き寄せ柱部分の面積が広く（約20cm幅）、広告掲示スペースに干渉する形になっていた。

### 車内設備
初期の12両（モハ2101 - 2108、クハ2601 - 2604）は側面の窓が手動開閉の2段式（"田"の字型）・非冷房で車内の色は寒色系で、シートモケットは紺色であった（のちに緑色に張替え、最後まで残った2603、2604は晩年、オレンジに張り替えられた）。後期の18両（モハ2109 - 2120、クハ2605 - 2610）は5100系と同等の設備、1段下降式の押しボタン式自動窓・当初より冷房装置搭載、車内の色は暖色系となり、シートも5100系と同じオレンジ色が採用された。また1990年代にはドアステッカーが既存の丸型の物から2015年頃まで使用していた「ドアーにご注意ください」の物に変更。

### 走行設備
当初は2000系の機器類を流用した吊り掛け駆動の4M2T編成だったが、足回りの老朽化が著しく進んでいるだけではなく、合理性に乏しいとして、1976年（昭和51年）5月の2113Fを皮切りに1977年（昭和52年）5月に2602F、1978年（昭和53年）1月に2109F、1979年（昭和54年）1月に2610F、同年6月の2604Fにかけて7000系に近い構成の機器類に更新されている。と同時に1次車・2次車の冷房改造も行われた。
電装品は東洋電機製造製で主電動機出力130kW、台車は東急車輛TS-816・TS-817で、TS-817は相鉄では初めて上ゆれ枕式空気ばねの電動台車であった。ただしクハ2610のみ当初ウィングばね式空気ばね台車のTS-325を装備して出場したが、カルダン駆動化の際にTS-816に換装された。ちなみに、後にこの台車とほぼ同じものが、2代目5000系で採用されている。ブレーキ方式は電磁直通式（HSC、発電ブレーキなし） に変更された。ただし、7000系で採用された日立式電磁直通ブレーキとは異なる。
また、この工事と同時に10両編成3本にまとめられるように、一部車両の車種変更および改番が行われた（モハ2101, 2105 → クハ2612, 2614、モハ2104 → モハ2121）。2100系は、新6000系とともに、1981年（昭和56年）4月から開始された急行列車10両編成運転（当時の中小私鉄では初）に使われた。

### 形式詳細
相鉄の制御車は、基本的に横浜向きの車両と海老名・湘南台向きの車両とで番台区分するが、本系列では区分されていない。
厳密に言えば、横浜向き制御車が偶数、横浜向き制御電動車と海老名向き制御車が奇数に分けられている。
- モハ2100形 … 電動車。車両番号の奇数・偶数でユニットを組む。
- クハ2600形 … 制御車。

### 編成表
編成構成は横浜側からモハ2100-モハ2100-クハ2600+モハ2100-モハ2100-クハ2600-クハ2600+モハ2100-モハ2100-クハ2600の順である。なお、改造種車を括弧内に表示する。
以下は左側が横浜方面である。
(<,>は運転台の向きを示す)
- <モハ2109(2017)-モハ2110(2018)+<クハ2606(2515)-モハ2111(2020)-モハ2112(2004)-クハ2605(2514)>+<クハ2610-モハ2119(2021)-モハ2120(2024)-クハ2609>
- <モハ2113(2006)-モハ2114(2009)+<クハ2608(2513)-モハ2115(2025)-モハ2116(2026)-クハ2607(2512)>+<クハ2604(2510)-モハ2121(2014)-モハ2108(2016)-クハ2603(2509)>
- <モハ2117(2007)-モハ2118(2010)+<クハ2614(2011)-モハ2107(2015)-モハ2106(2013)+<クハ2612(2001)+<クハ2602(2508)-モハ2103(2012)-モハ2102(2003)-クハ2601(2507)>

### その後

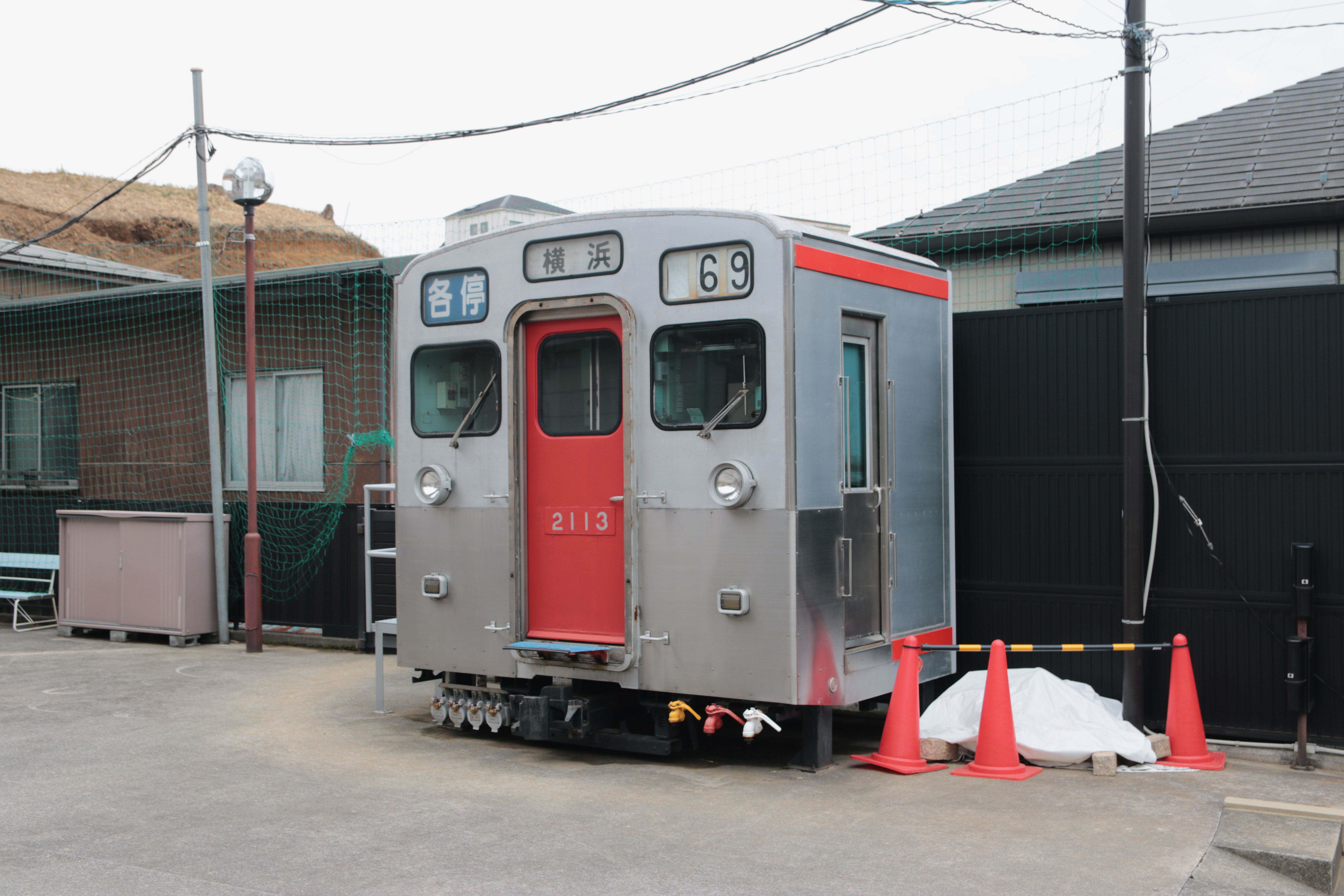
横浜市内で保存されている2113号車

最終的に10両編成3本で運用されたが、車体や機器の老朽化、10000系電車導入による直接置き換えや、同8両編成導入により、8両編成だった7000系を10両編成に戻すことによって置き換えられる形で、2004年（平成16年）2月5日をもって運用を終了した。さよなら運転などは行われなかった。
なお、8000系導入頃に、5100系に続いてVVVF化改造や、初期車の二段窓の自動窓化改造等も検討されたが、結局、新系列車両の導入に切り替えられて実現しなかった。 
その後、同時期に廃車になった新6000系ともども無償譲渡先を公募し、2113号車の運転台部分カットボディが横浜市港北区の大乗寺に引き取られ保存された。この他、2004年夏頃に2117号車が相鉄の関連会社のマンションのモデルルームの広告展示物として利用されたが、現在は所在不明となっている。なお、新6000系は引き取り先が見つからず、全車が解体された。